# Pastorie van Hulste

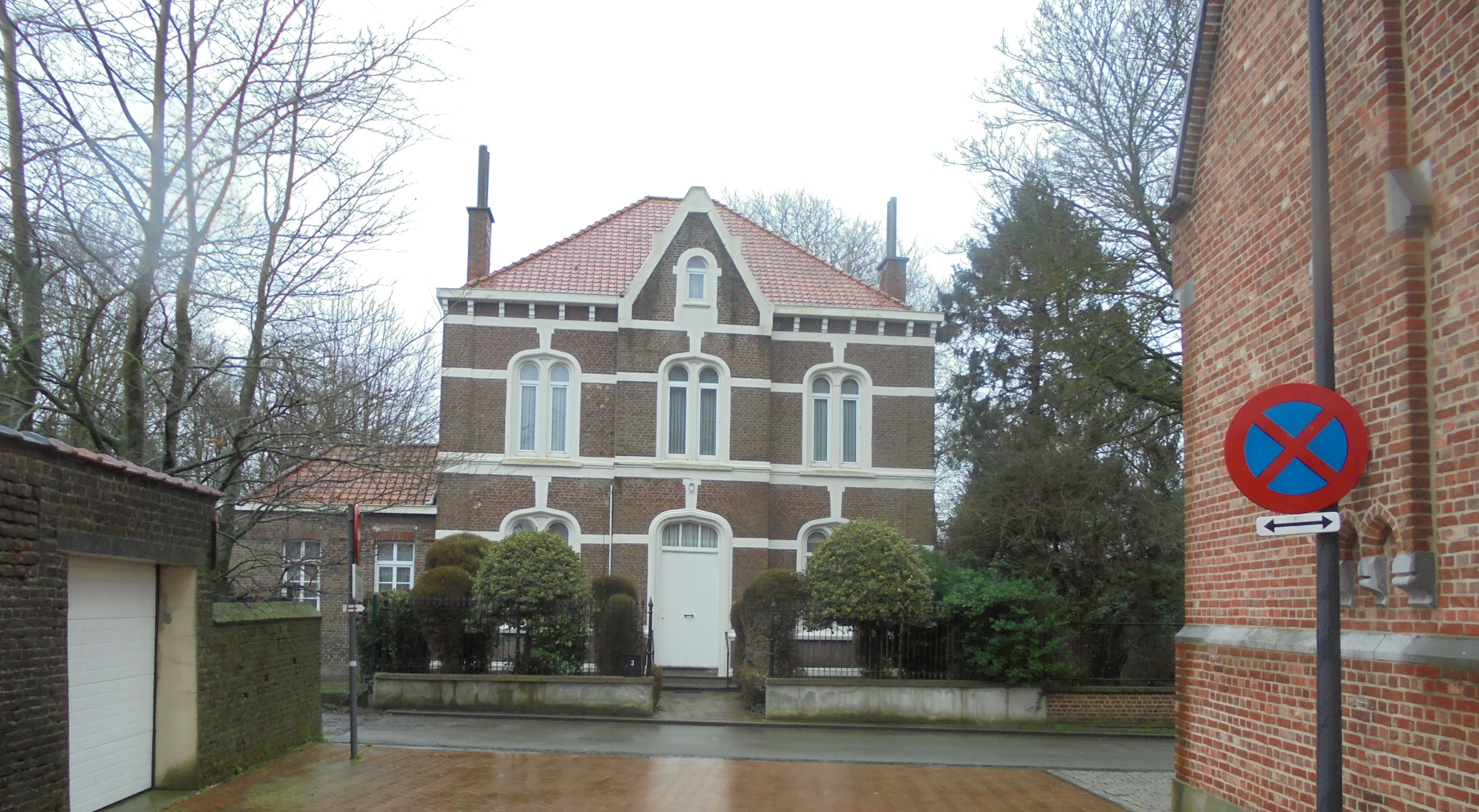
Pastorie van Hulste

De pastorie van Hulste is een landelijke pastorie met een grote, deels ommuurde tuin, gelegen aan Hulstedorp 3 in de gemeente Harelbeke. De pastorie in haar huidige staat is opgericht in 1866 naar ontwerp van Pierre Crocquison, en daarmee ouder dan de Sint-Pieterskerk die in 1906 herbouwd is. De pastorietuin ligt nog langer en behoorde tot de oude pastorie die op de Ferrariskaart (1778) was ingetekend.

## Historie
Aan het begin van de 19e eeuw beschikten slechts een deel van de parochies over een pastorie. De toestand van veel landelijke pastorieën in die tijd bleek droevig te zijn. Crocquis beschreef de pastorie van Hulste in 1865 als 'une mauvaise baraque humide et caduque'. In de loop van de 19e eeuw tekenden provinciale architecten plannen voor het bouwen, uitbreiden en herstellen van meer dan 150 pastorieën. Het voorzien van een ruime woning voor de pastoor werd daarbij een belangrijke opdracht.
In 2021 vertrok pastoor Gaby als laatste bewoner. De Stad Harelbeke kochtte de oude pastorie aan in 2022 en opende de aangrenzende tuin als openbaar park tijdens Hulste Kermis op 4 september 2022. De pastoriewoning werd door het stadsbestuur openbaar verkocht.